# Drence
Drence (em cirílico: Дренце) é uma vila da Sérvia localizada no município de Medveđa, pertencente ao distrito de Jablanica, na região de Goljak. A sua população era de 122 habitantes segundo o censo de 2011.

## Demografia
| 1948 | 1953 | 1961 | 1971 | 1981 | 1991 | 2002 | 2011 |
| ---- | ---- | ---- | ---- | ---- | ---- | ---- | ---- |
| 531  | 560  | 580  | 455  | 321  | 197  | 149  | 122  |